# Volksfeind
Der Begriff Volksfeind wird benutzt, um die Bekämpfung politischer Gegner zu rechtfertigen. Im 20. Jahrhundert war er im bolschewistischen Sowjetstaat und im Nationalsozialismus als ideologischer Kampfbegriff verbreitet.
Der Begriff wurde maßgeblich im Römischen Reich geprägt, wo spätestens seit 88 v. Chr. immer wieder Bürger zum hostis publicus erklärt wurden und fortan vogelfrei waren. In der Neuzeit wurde der Ausdruck ennemi du peuple in der Französischen Revolution vielfach verwendet, er diente zur Rechtfertigung der Terrorherrschaft. Nach der Machtübernahme der Bolschewisten in Russland wurde 1917 das russische Äquivalent враг народа, transkribiert wrag naroda von Lenin aufgegriffen und anstelle des ursprünglichen marxistischen Begriffs Klassenfeind genutzt, um Gegner zu brandmarken. Während der Säuberungen Stalins bezeichnete man damit massenweise angebliche Konterrevolutionäre, Diversanten, Saboteure und Spione sowie die Beschuldigten in der sogenannten „Ärzteverschwörung“. Zur Legalisierung diente der Artikel 58 des Strafgesetzbuches der RSFSR, der auch in anderen Unionsrepubliken sinngemäß angewendet wurde. Andere totalitäre Regime pflegten ebenfalls ihre jeweiligen Gegner als „Volksfeinde“ oder „Staatsfeinde“ zu stigmatisieren und zu bestrafen.

## Derhostis publicusim Römischen Reich
Der Begriff des Volksfeindes (hostis publicus) stammt aus dem römischen Recht. Ursprünglich verstand man unter einem Feind (hostis) der Römer nur ein fremdes staatlich organisiertes Gemeinwesen, mit dem ein „gerechter Krieg“ zu führen war. Erst in der Krisenzeit der späten römischen Republik wurde der Begriff als hostis publicus auch bei inneren Konflikten verwendet. Man übertrug ihn nun auf einzelne Bürger, die beschuldigt wurden, sich als Feinde des eigenen Staates und Volkes zu betätigen. Ihnen wurde zur Last gelegt, Gesetze zu missachten, einen Umsturz zu planen und die republikanische Staatsform durch eine Tyrannis ersetzen zu wollen. Daher sollten sie nach der Meinung ihrer Gegner als Volksfeinde gelten und im Falle des Notstands wie äußere Landesfeinde ohne Gerichtsurteil getötet werden, damit der Staat gerettet werden könne. Diese Forderung widersprach allerdings dem Rechtsgrundsatz, dass ein Bürger, der politischer Verbrechen beschuldigt wurde, nur nach einem Schuldspruch in einem ordentlichen Gerichtsverfahren getötet werden durfte.
Ein Vorläufer war der Fall des Volkstribunen Tiberius Sempronius Gracchus, der 133 v. Chr. mit seinen Anhängern ohne Rechtsgrundlage von Gegnern erschlagen wurde, nachdem der zuständige Konsul ein ungesetzliches Einschreiten gegen ihn abgelehnt hatte. Die Tat wurde mit einem Notstand begründet, den der Volkstribun verschuldet habe. Sein Verhalten wurde als Hochverrat betrachtet. Daraus wurde ein (umstrittenes) Recht der Senatoren auf Gewaltanwendung abgeleitet, doch eine förmliche Erklärung zum hostis publicus gab es in diesem Fall noch nicht.
Eine ähnliche Lage trat 121 v. Chr. ein, nachdem es zwischen den Anhängern des ehemaligen Volkstribunen Gaius Sempronius Gracchus und ihren Gegnern zu gewalttätigen Ausschreitungen gekommen war. Diesmal beschloss der Senat Kampfmaßnahmen gegen die Parteigänger der gracchischen Seite, die daraufhin als offenkundige Aufrührer angegriffen, besiegt und getötet wurden. Eine förmliche hostis-Erklärung war aber anscheinend auch diesmal noch nicht erfolgt.
Die erste bezeugte förmliche hostis-Erklärung wurde 88 v. Chr. vom Senat auf Veranlassung Sullas beschlossen. Sullas Widersacher Gaius Marius und elf seiner Anhänger wurden als Staatsfeinde gebrandmarkt, da sie einen Aufstand entfacht und gegen die rechtmäßige Staatsgewalt Krieg geführt hätten. Als im folgenden Jahr die Parteigänger des Marius in Rom die Oberhand hatten, sorgten sie ihrerseits dafür, dass Sulla zum hostis erklärt wurde. Das Notstandsrecht wurde von der jeweils siegreichen Partei genutzt, um ihrem gewaltsamen Vorgehen eine Rechtsgrundlage zu verschaffen. Fortan wurde es üblich, eine als Aufrührer betrachtete Person zum hostis publicus („Staatsfeind“) oder hostis populi Romani („Feind des römischen Volkes“) zu erklären. Dieser Schritt machte aus einem Bürger einen Rechtlosen, der zu töten war.
Eine der bekanntesten spätrepublikanischen hostis-Erklärungen ist diejenige gegen den Verschwörer Catilina im Jahr 63 v. Chr.
In der römischen Kaiserzeit wurden wiederholt Kaiser bei ihrer Entmachtung oder auch postum nach ihrer Tötung vom Senat als Staatsfeinde geächtet. Damit war die Annullierung ihrer Verfügungen verbunden. Den ersten Versuch einer postumen hostis-Erklärung unternahm der Senat nach der Ermordung Caligulas. Einen entsprechenden Senatsbeschluss verhinderte jedoch der neue Kaiser Claudius, der einer Überordnung der senatorischen Gewalt über die kaiserliche, die daraus abgeleitet werden könnte, vorbeugen wollte. Nero wurde nach seinem Sturz vom Senat zum Staatsfeind erklärt; damit war ein Todesurteil verbunden. Weitere hostis-Erklärungen wurden u. a. gegen die Kaiser Otho und Didius Julianus ausgesprochen. Auch der im Senat verhasste Kaiser Hadrian wäre postum als Volksfeind geächtet worden, wenn sein Adoptivsohn und Nachfolger Antoninus Pius dem nicht widersprochen hätte. Noch in den Bürgerkriegen der Spätantike waren hostis-Erklärungen keine Seltenheit, bekannte Fälle waren im 5. Jahrhundert die Generäle Stilicho und Heraclianus.

## Französische Revolution
Das Gesetz vom 22. Prairial, das am 10. Juni 1794 im Nationalkonvent unter der Federführung von Maximilien de Robespierre, dem Anführer der Jakobiner, angenommen wurde, ermächtigte das Revolutionstribunal, Volksfeinde zu bestrafen. Als Volksfeinde galten insbesondere Personen des Ancien Régime, die „entweder mit Gewalt oder mit List“ die Wiedereinführung der Monarchie anstrebten, oder denen Bestrebungen gegen den Nationalkonvent zur Last gelegt wurden. Als einzige Urteilsmöglichkeit war die Todesstrafe vorgesehen (Art. 7). Jeder Bürger wurde zur Denunziation angehalten (Art. 9). Wer der Verschwörung angeklagt wurde, hatte kein Anrecht auf Verteidigung (Art. 16).

## Bolschewistischer Sowjetstaat

### Machtübernahme und Russischer Bürgerkrieg
Lenin hielt den Radikalismus der Jakobiner während der Schreckensherrschaft für vorbildlich und schrieb 1917, die Bolschewiki müssten als die ,Jakobiner‘ des 20. Jahrhunderts etwas „Großes, Unvergängliches und Unvergessliches vollbringen“.
Während der Oktoberrevolution bezeichnete der Rat der Volkskommissare unter dem Vorsitz Lenins in einem Aufruf An die ganze Bevölkerung „Imperialisten“, „Gutsbesitzer“, „Bankiers“ und „ihre Verbündeten“, die „Kosakengeneräle“, als „Volksfeinde“. Kurz darauf erließ der Rat der Volkskommissare am 28. Novemberjul. / 11. Dezember 1917greg. ein Dekret, in dem die liberal orientierte Partei der Kadetten als „Partei der Volksfeinde“ gebrandmarkt und gleichzeitig die Verhaftung ihrer Führer angeordnet wurde.
Der Begriff „Volksfeind“ erscheint auch im Artikel 131 der sowjetischen Verfassung von 1936.

### Der Große Terror
Jeschow war als Leiter des NKWD für die Durchsetzung des von Stalin angeordneten Großen Terrors verantwortlich. Während der zweiten Moskauer Schauprozesse vom 23. bis zum 30. Januar 1937 veröffentlichten sowjetische Zeitungen eine Propagandakampagne zur Steigerung des Massenenthusiasmus und des Hasses gegenüber den „Volksfeinden“. Kurz darauf wurde die Sippenhaft für „Volksfeinde“ eingeführt. Am 5. Juli 1937 erfolgte ein Beschluss des Politbüros, wonach „alle Ehefrauen überführter Vaterlandsverräter, trotzkistischer Spione, der Inhaftierung in einem Lager für die Dauer von mindestens fünf bis acht Jahren unterliegen“ und deren Kinder in Kinderheimen und geschlossenen Internaten unterzubringen waren. Jeschow wurde am 10. April 1939 selbst als besonders gefährlicher Volksfeind verhaftet und am 4. Februar 1940 hingerichtet.
Kulakenoperation: Auf der Grundlage des NKWD-Befehls Nr. 00447 vom 30. Juli 1937, auch „Kulakenoperation“ genannt, wurden von August 1937 bis November 1938 insgesamt 800.000 bis 820.000 Personen als Kulaken verhaftet, davon mindestens 350.000 – eventuell bis zu 445.000 – erschossen, die übrigen in Lager des Gulag eingewiesen. Noch vor der „Kulakenoperation“, am 25. Juli 1937, wurde der geheime NKWD-Befehl Nr. 00439 in Kraft gesetzt.
Deutsche Operation: Die sogenannte „Deutsche Operation“ richtete sich gegen Sowjetbürger deutscher Abstammung, deutsche Spezialisten, die Anfang der 1930er Jahre in die Sowjetunion gekommen waren, um beim sozialistischen Aufbau zu helfen, Emigranten aus Deutschland – auch Mitglieder der Kommunistischen Partei Deutschlands – sowie jeden, der berufliche oder persönliche Beziehungen zu Deutschland oder Deutschen unterhielt. Infolge dieses NKWD-Befehls wurden 55.005 Personen verhaftet, 41.898 von ihnen wurden erschossen, 13.107 zu Lagerhaft von fünf bis zu zehn Jahren verurteilt.
Polnische Operation: Aufgrund des NKWD-Befehls Nr. 00485 vom 11. August 1937, auch „Polnische Operation“ genannt, wurden 143.810 Sowjetbürger polnischer Abstammung oder mit polnisch klingenden Namen oder mit Arbeitskontakten oder privaten Verbindungen nach Polen verhaftet. 139.885 von ihnen wurden verurteilt, 111.091 erschossen.
Japanische Operation: Am 20. September 1937 folgte der NKWD-Befehl Nr. 00593 gegen Personen im Zusammenhang mit angeblichen terroristischen Aktivitäten sowie mit Spionage- und Sabotageakten, die von Japan initiiert worden seien. Besonders Sowjetbürger aus Harbin, das 1932 von japanischen Truppen besetzt worden war, gerieten pauschal in den Verdacht, für den japanischen Geheimdienst gegen die Sowjetunion tätig zu sein. 46.317 Personen aus diesem Kreis wurden verurteilt, 30.992 davon erschossen.
Lettische Operation: Die Lettische Operation, angeordnet im NKWD-Rundschreiben Nr. 49990 vom 30. November 1937, führte zur Verhaftung von 22.360 Personen lettischer Abstammung, von denen 16.573 erschossen wurden.
Als letzter „Volksfeind“ in der Geschichte der Sowjetunion wurde Lawrenti Beria, ab 1938 Chef des NKWD, am 26. Juni 1953 verhaftet und ein halbes Jahr später am 23. Dezember erschossen.

### Bewertung
In seiner Geheimrede Über den Personenkult und seine Folgen im Anschluss an den XX. Parteitag der KPdSU 1956 bezeichnete Chruschtschow entgegen den historischen Fakten Stalin als den ausschließlichen Urheber des Begriffs „Volksfeind“. In der „Bibel“ des Stalinismus Kurzer Lehrgang der Geschichte der KPdSU (B), welche nach den Vorgaben und unter Mitwirkung Stalins verfasst wurde, heißt es beispielsweise:

„Die Sowjetmacht straft mit fester Hand diesen Abschaum [Trotzkisten, Sinowjewleute] der Menschheit und rechnet schonungslos mit ihm ab, als mit Feinden des Volkes und Verrätern der Heimat.“

In der Prawda und der gesamten gelenkten Sowjetpresse wurde diese ideologische Leerformel jahrzehntelang variantenreich verbreitet, so dass der Begriff „Volksfeind“ ein Teil des Wortschatzes des „Homo sovieticus“ wurde.
Während des Kalten Krieges verurteilte das antikommunistische Manifest des Kongresses für kulturelle Freiheit im Juni 1950 in West-Berlin Tendenzen „in totalitären Staaten“, Abweichler als „Volksfeinde“ oder „sozial unzuverlässige Elemente“ zu verfolgen und zu verurteilen.

## Deutsches Reich
Im Nationalsozialismus wurde der Begriff „Volksfeind“ ebenfalls zur rechtlichen Verfolgung und Bestrafung verschiedener Teile der Gesellschaft verwendet. Im Mittelpunkt dieser Verfolgungen standen Juden und Zigeuner. Als „Volksfeinde“ galten ferner politische Gegner der NSDAP wie Kommunisten und Sozialdemokraten. Ebenso konnten auch Homosexuelle als „Volksfeinde“ verfolgt und bestraft werden.

## Russische Föderation
Swetlana Alexijewitsch erklärte 2014 nach der Krim-Annexion: „Das stalinistische Vokabular ist vollständig wiederhergestellt“ und beschrieb, wie jedermann, der nicht jubelte, als Volksfeind galt. Natalia Gromowa verglich die Verhafteten der 1930er-Jahre mit vom Staat beobachteten Facebook-Profilen der heutigen Zeit, wenn sie über „das Übliche“ hinausgingen. Wer über den Westen nur schon reden wolle, gelte als Volksfeind, so Jelle Brandt Corstius im Jahr 2015. Präsident Wladimir Putin hatte schon in seiner ersten Botschaft an das Parlament im Jahr 2000 mitgeteilt, dass privat finanzierte Medien den dringenden Aufbau eines starken Staates behinderten und somit eigentliche „Staatsfeinde“ seien. Der Hass, den die russische Propaganda mit ihrer Benennung von Volksfeinden generierte, wurde auch innerhalb Russlands kritisiert.

## Begriffsverwendung in der Kunst
- Besonders bekannt ist der Begriff durch die Verwendung in Henrik Ibsens Theaterstück Ein Volksfeind.
- Der Film Ein Volksfeind ist eine Adaption und Verfälschung des Theaterstücks Ein Volksfeind von Henrik Ibsen im Sinne der nationalsozialistischen Ideologie.
- Von Danzig Baldajew stammt eine Serie von Zeichnungen, die die Folter und Hinrichtung von „Volksfeinden“ darstellen.[21][22]

## Sprachgebrauch in den USA
Im Englischen hat der Begriff public enemy („Feind der Öffentlichkeit“) hingegen eine etwas andere Bedeutung. Ursprünglich nur im Sinne von Staatsfeind für Schwerkriminelle (Gangster) verwendet, die eine Gefahr für die öffentliche Ordnung darstellen, ist er selbst in der McCarthy-Ära nicht als Benennung für dessen politische Gegner nachweisbar. Donald Trump, der frühere Präsident der Vereinigten Staaten, gebrauchte den Begriff enemy of the people hingegen mehrfach zur Charakterisierung von Journalisten und Medien, von denen er sich aus seiner Sicht zu kritisch hinterfragt fühlte.

## Einzelpersonen

### Jugoslawien
Im kommunistischen Jugoslawien wurde im Jahr 1958 nach dem plötzlichen Tod des serbisch-orthodoxen Patriarchen Vikentije (1890–1958) eine Kampagne zur Wahl seines Nachfolgers durchgeführt, bei der drei Kandidaten aufgestellt wurden. Wunschkandidat des Staates war Bischof German (1899–1991, bürgerlicher Name Hranislav Đorić), der schließlich die Wahl zum Patriarchen auch gewann. Ein Gegenkandidat, Bischof Hrizostom, wurde im Laufe der Kampagne als „Volksfeind“ und Freund Justin Popovićs bezeichnet.

### Albanien
Enver Hoxha, jahrzehntelang der Diktator Albaniens, erklärte im Rahmen einer „Säuberungsaktion“ seinen Ministerpräsidenten Mehmet Shehu zum Volksfeind und Agenten mehrerer Geheimdienste. Vinçenc Prennushi, katholischer Erzbischof von Durrës, wurde 1947 durch albanische Kommunisten verhaftet, gefoltert und als Volksfeind zu zwanzig Jahren Gefängnis und Zwangsarbeit verurteilt. Geschwächt durch Folter und Haft starb er 1949 im Gefängnis.

### Nordkorea
Jang Song-thaek war ein hoher nordkoreanischer Politiker. Anfang Dezember 2013 wurde er von seinem Neffen, dem regierenden Diktator Kim Jong-un, abgesetzt. In der Folge wurden Jang staatsfeindliche Akte, Korruption und Drogenmissbrauch zur Last gelegt. Im Koreanischen Zentralfernsehen wurde gezeigt, wie er während einer Sitzung des Politbüros festgenommen wurde. Nach Angaben der nordkoreanischen Medien wurde Jang aus allen Ämtern entfernt, aus der Partei der Arbeit Koreas ausgeschlossen und am 12. Dezember 2013 hingerichtet.